# Парадокс (оръжие)
„Парадокс“ (супра) или провъртане Фосбъри – особена разновидност на ловно оръжие, при която иначе гладкия ствол има в дулната си част нарезка, а също така и названието на самата такава нарезка. Тази конструкция на ствола позволява значително да се повиши групирането при стрелба с куршуми, едновременно с това оставяйки възможност да се стреля със сачми.

## История
Гладкостволните пушки с дулна част, имащи нарезка както при щуцерите (широки и дълбоки нарези с голямо завиване), се появяват в края на 19 век във Великобритания. Тези пушки са предназначени за лов в джунглите на азиатските колонии на Великобритания, където по време на лов на птици е много голяма вероятността за среща с голям и опасен дивеч. Такива условия продиктуват необходимостта да има под ръка оръжие, позволяващо бързо да се заменят патроните със сачми с куршумни. При куршумната стрелба се иска и висока точност, и максималната възможна възпираща сила. Решението е да се направи в дулното стеснение (т.н. шок) на гладкостволната пушка нарези, които да разширят възможностите за стрелба с куршуми от обикновената сачмалийка, без особено да се влошава качеството на стрелба със сачми. Идеята за такава пушка е патентована през 1885 г. от британеца Джордж Винсънт Фосбъри. В началото „парадоксите“ се произвеждат само в големите калибри (10, 12 и 16-и).
Думата „парадокс“ (на английски: paradox) първоначално е фирмено обозначение на моделите такова оръжие, произвеждано от известната британска фирма Holland&Holland, и за първи път се използва през 1886 г.
Първият „парадокс“ в Русия е проектиран през 1898 г. от известния зоолог и теоретик на лова Сергей Александрович Бутурлин. Проекта получава практическо изпълнение през 1900 г. Боя на тази пушка, 24 калибър, се доближава до боя на щуцерите-експрес.

## Куршумите за „парадокс“
Куршумите за „парадокс“ са с характерна форма, много различна от тези за гладкостволното оръжие, които се стабилизират за сметка на стреловиден стабилизатор или от въртенето си в насрещния поток на въздуха (например, куршума на Майер или на Бренеке).
Куршумите за „парадоксите“, по своята форма, се доближават към куршумите за обикновеното нарезно оръжие – те, като правило, имат конична форма, с един-два водещи пояси. За по-добра обтурация тези пояси, при снаряжаването на куршума в гилзата, се заливат със стеарин, парафин, восък или друг подобен материал, или се обмотават с промаслена връв.
Началната скорост на полета на куршума е от 400 до 425 m/s. Куршумите, като правило, са необлечени, направени от олово, но някои модели имат тънко калпаче – балистически наконечник, от мед или месинг. Куршумите за „парадоксите“ обикновено са по-тежки, отколкото тези за гладкостволките от същия калибър и имат значително по-голяма възпираща сила.

## Предимства и недостатъци
Основната цел на разработчиците е била достигната – нарезния шок позволява стрелба с куршуми с показатели за точност, приближаващи се към показателите на големокалибрените щуцери. С куршуми „парадоксите“ малки калибри може да се стреля на 70 – 80 m и без мерене. С използването на прицел достатъчно точно може да се порази дивече със средна големина на разстояние до 150 – 180 m.
Ролята на „парадоксите“ започва рязко да намалява с появата на щуцерите-нитроекспрес (при добра точност те са по-леки) и широкото разпространение на другото нарезно оръжие за лов и спортен лов. Като цяло, дадената конструкция, по мнение на много от специалистите, не се оправдава, тъй като „парадоксите“ бият с куршум все пак по-лошо, отколкото карабина, а със сачми – по-лошо. отколкото обикновените гладкостволни пушки (много модели „парадокси“ са непригодни за стрелба със сачми на разстояния над 15 – 18 m).
С разпространението сред ловците на нарезното оръжие (карабини, винтовки), използването на „парадокси“ губи още актуалност в още по-голяма степен. За това понастоящем „парадоксите“ са разпространени малко и се произвеждат много рядко, макар на пазара често да се сраща оръжие от този тип, произведено няколко десетилетия назад. Въпреки това, въпроса за перспективите в използването на „парадоксите“ и необходимостта от тяхното производство остава открит.
В руското законодателство „парадоксите“ попадат в категорията на гладкостволното оръжие, ако дължината на нарезната части на ствола не превишава 140 mm. Тъй като всички „парадокси“ руско производство имат по-къса нарезна част, всички те се водят гладкостволно оръжие.